# Ellington (Connecticut)
Ellington és una població dels Estats Units a l'estat de Connecticut. Segons el cens del 2000 tenia 12.921 habitants.

## Demografia
Segons el cens del 2000, Ellington tenia 12.921 habitants, 5.195 habitatges, i 3.470 famílies. La densitat de població era de 146,5 habitants/km².
Dels 5.195 habitatges en un 32,5% hi vivien nens de menys de 18 anys, en un 57,4% hi vivien parelles casades, en un 6,6% dones solteres, i en un 33,2% no eren unitats familiars. En el 26,8% dels habitatges hi vivien persones soles el 6,4% de les quals corresponia a persones de 65 anys o més que vivien soles. El nombre mitjà de persones vivint en cada habitatge era de 2,48 i el nombre mitjà de persones que vivien en cada família era de 3,06.
Per edats la població es repartia de la següent manera: un 25,2% tenia menys de 18 anys, un 6,5% entre 18 i 24, un 35% entre 25 i 44, un 23,6% de 45 a 60 i un 9,7% 65 anys o més.
L'edat mediana era de 37 anys. Per cada 100 dones de 18 o més anys hi havia 96,3 homes.
La renda mediana per habitatge era de 62.405 $ i la renda mediana per família de 77.813 $. Els homes tenien una renda mediana de 47.334 $ mentre que les dones 32.460 $. La renda per capita de la població era de 27.766 $. Aproximadament el 2,7% de les famílies i el 3,6% de la població estaven per davall del llindar de pobresa.